# Free'sm
Free'sm es el sexto EP (octavo en general) del grupo de chicas surcoreano CLC. Fue lanzado el 3 de agosto de 2017 por Cube Entertainment y distribuido por CJ E&M Music. El EP consta de seis canciones. «Where Are You?» fue lanzado como la canción principal y fue promocionado durante la primera semana de promoción del disco, seguido de «Summer Kiss» en varios programas de música de Corea del Sur, como Music Bank e Inkigayo.
El EP debutó en el número 10 en la lista del Gaon Album Chart.

## Antecedentes y lanzamiento
El 24 de julio de 2017, se lanzó el primer vídeo teaser junto al aprendiz de Cube Entertainment y exconcursante de la temporada 2 de Produce 101, Yoo Seonho. El clip muestra a Seonho en una habitación buscando y encontrando una vieja cinta VHS etiquetada con el nombre de "1982.3.8", con «Where Are You?» instrumental como música de fondo. Dos días después, se lanzó el segundo y último vídeo teaser. El clip muestra a Seonho reproduciendo la cinta VHS encontrada. El grupo es visto a través de un televisor de estilo retro, y las imágenes mostradas provienen de la sesión de fotos de su álbum. El 30 de julio, se lanzó un vídeo de fragmentos de audio, que muestra una vista previa de cada canción.
El EP se lanzó el 3 de agosto de 2017 a través de varios portales de música, incluido MelOn en Corea del Sur e iTunes para el mercado global.

## Promoción

### Sencillos
«Where Are You?» se lanzó como canción principal junto con el lanzamiento del EP el 3 de agosto. Se lanzó un vídeo teaser el 1 de agosto, y el vídeo musical completo se lanzó el 3 de agosto. La canción se utilizó para promocionar el EP en programas de música durante dos semanas, comenzando en M Countdown el 3 de agosto y terminando en Inkigayo el 13 de agosto.
El segundo sencillo promocional fue «Summer Kiss», siendo difundido durante la segunda quincena tras el lanzamiento del disco, comenzando en Show Champion de MBC Music el 16 de agosto. Un vídeo de práctica de coreografía fue lanzado el 20 de agosto. El grupo terminó las promociones el 27 de agosto en Inkigayo, después de dos semanas de promociones.
El grupo comenzó a realizar «I Like It», su tercer sencillo, en eventos a partir del 29 de septiembre. Un video de baile fue lanzado luego el 26 de octubre.

### Actuaciones en vivo
El grupo celebró su primera etapa de regreso en el programa M Countdown el 3 de agosto de 2017, presentando la canción «Where Are You?». Continuaron en Music Bank de KBS el 4 de agosto, Show! Music Core de MBC el 5 de agosto e Inkigayo de la SBS el 6 de agosto. A partir del 16 de agosto, CLC comenzó a interpretar la canción «Summer Kiss» una semana antes de lo planeado, acortando así las promociones para «Where Are You?» por una semana y alargando así las promociones de «Summer Kiss». Muchos fanáticos habían concluido que esto se debía a la demanda de una canción más adecuada para la temporada de verano.

## Rendimiento comercial
Free'sm debutó en el número 10 en la lista del Gaon Album Chart, en la edición del 30 de julio al 5 de agosto de 2017. El EP se ubicó en el número 41 en la lista general para el mes de agosto de 2017, con 4,355 copias físicas vendidas.

## Lista de canciones
| Free'sm |                             |                                       |                                                   |                                      |          |  |
| N.º     | Título                      | Letras                                | Música                                            | Arreglo                              | Duración |  |
| 1.      | «Where are You? (어디야?)»  | Armadillo                             | Armadillo                                         | Armadillo, Dani, Gu Seongcheol       | 3:40     |  |
| 2.      | «Bae»                       | Big Sancho, Park Haeil, Jang Yeeun    | Big Sancho, Park Haeil                            | Big Sancho, Park Haeil               | 3:33     |  |
| 3.      | «I Like It (즐겨)»          | Seo Jaewoo, Big Sancho, Jang Yeeun    | Seo Jaewoo, Big Sancho, Nick Holiday, Nikki Paige | Seo Jaewoo, Big Sancho, Nick Holiday | 3:32     |  |
| 4.      | «Call My Name»              | Shin Agnes (MonoTree)                 | Chu Daegwan (MonoTree), Nopari                    | Nopari                               | 3:04     |  |
| 5.      | «Summer Kiss»               | Sweetch, Jerry.L                      | Sweetch, Jerry.L                                  | Sweetch, Torry K                     | 3:27     |  |
| 6.      | «Hold Your Hand (잡아줄게)» | Son Youngjin, Kang Dongha, Jang Yeeun | Son Youngjin, Kang Dongha                         | Son Youngjin, Kang Dongha            | 4:00     |  |
| 21:16   |                             |                                       |                                                   |                                      |          |  |

## Posicionamiento en listas
| Lista (2017)                     | Mejor posición |
| -------------------------------- | -------------- |
| Corea del Sur (Gaon Album Chart) | 10             |